# Zaburze
Zaburze [pronunciación en polaco: /zaˈbuʐɛ/] es un pueblo ubicado en el distrito administrativo de Gmina Radecznica, dentro del Condado de Zamość, Voivodato de Lublin, en Polonia oriental. Se encuentra aproximadamente a 4 kilómetros al sur de Radecznica, a 29 kilómetros al oeste de Zamość, y a 63 kilómetros al sur de la capital regional Lublin.

## Galería

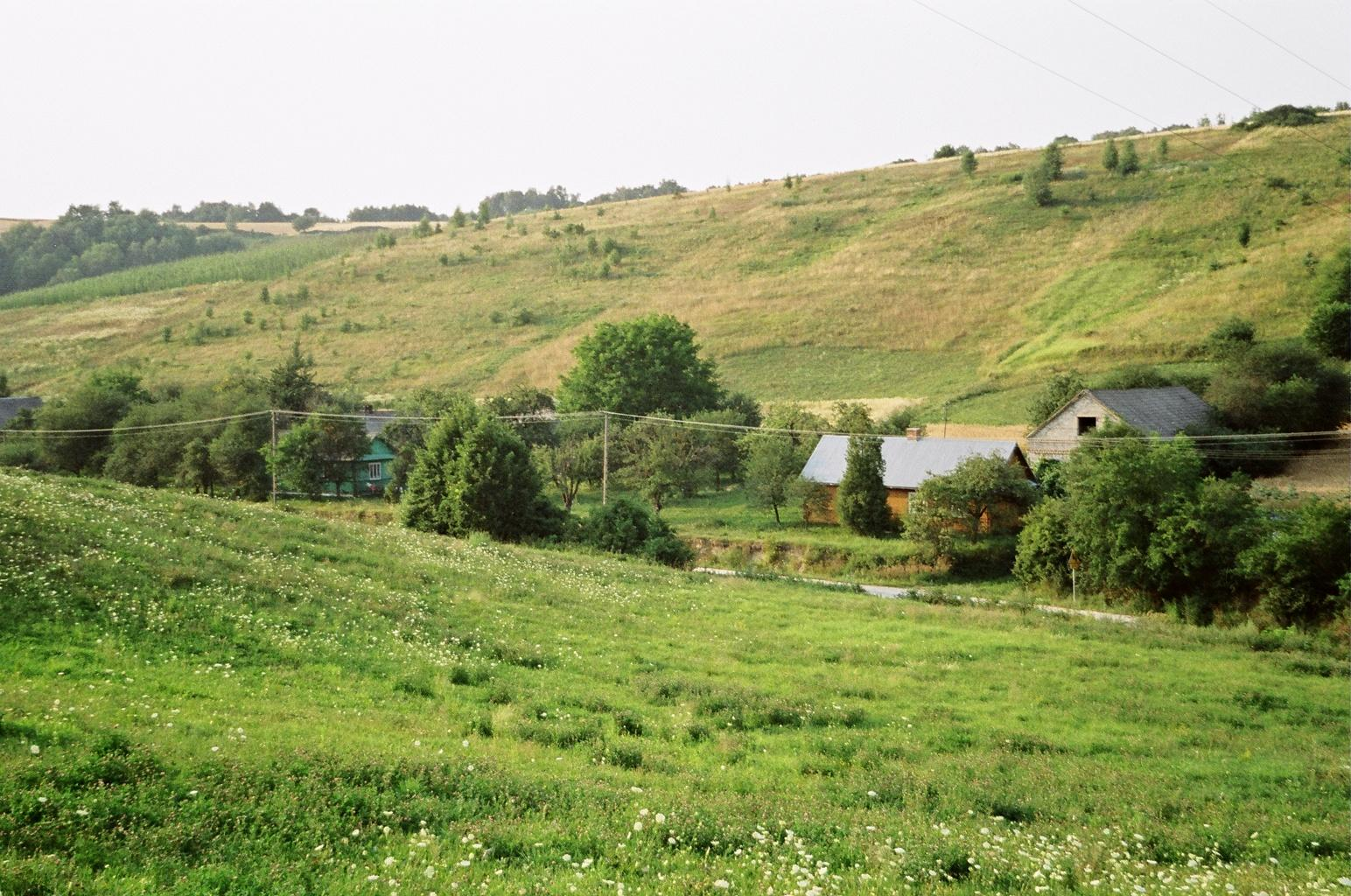
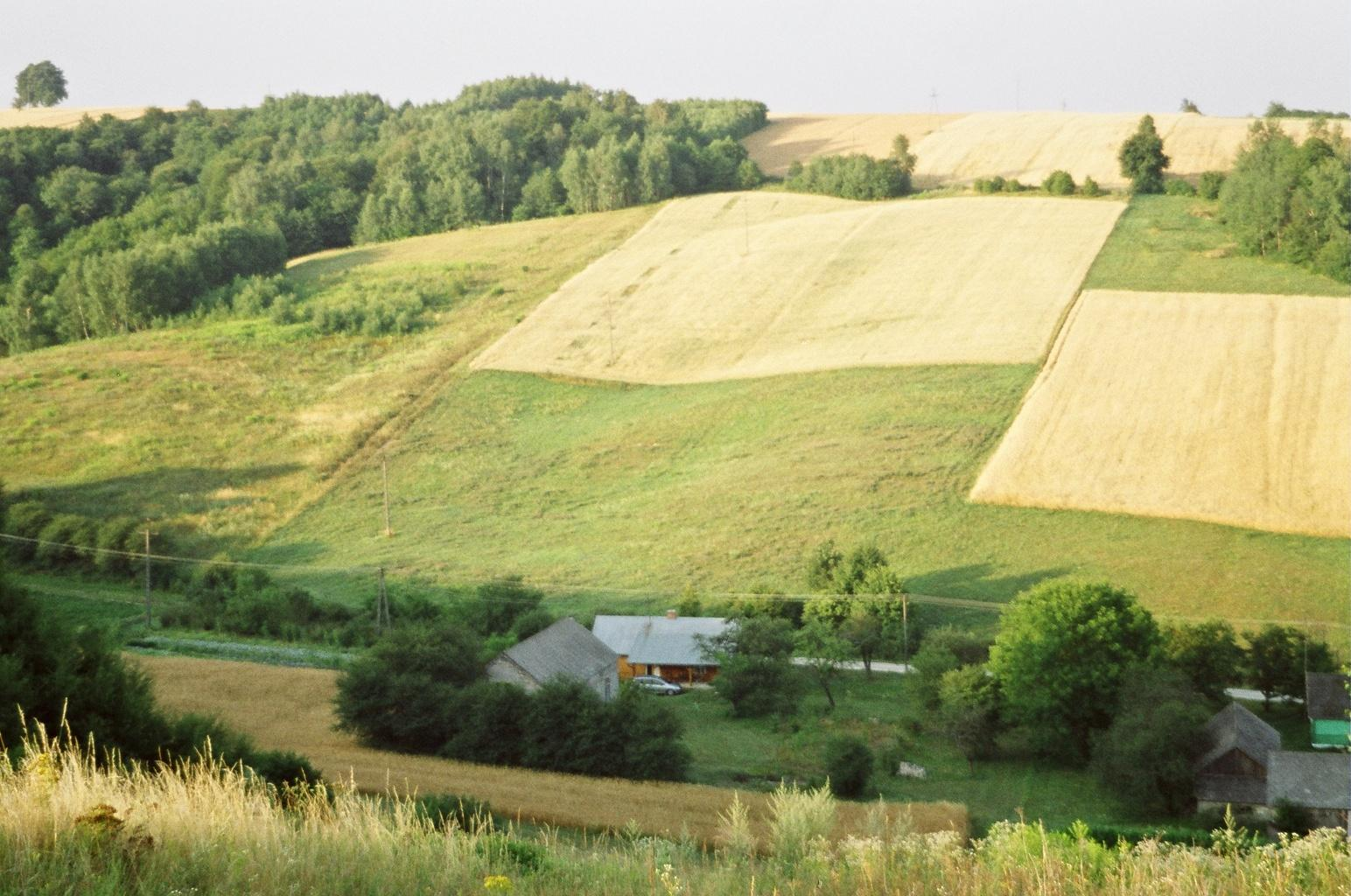
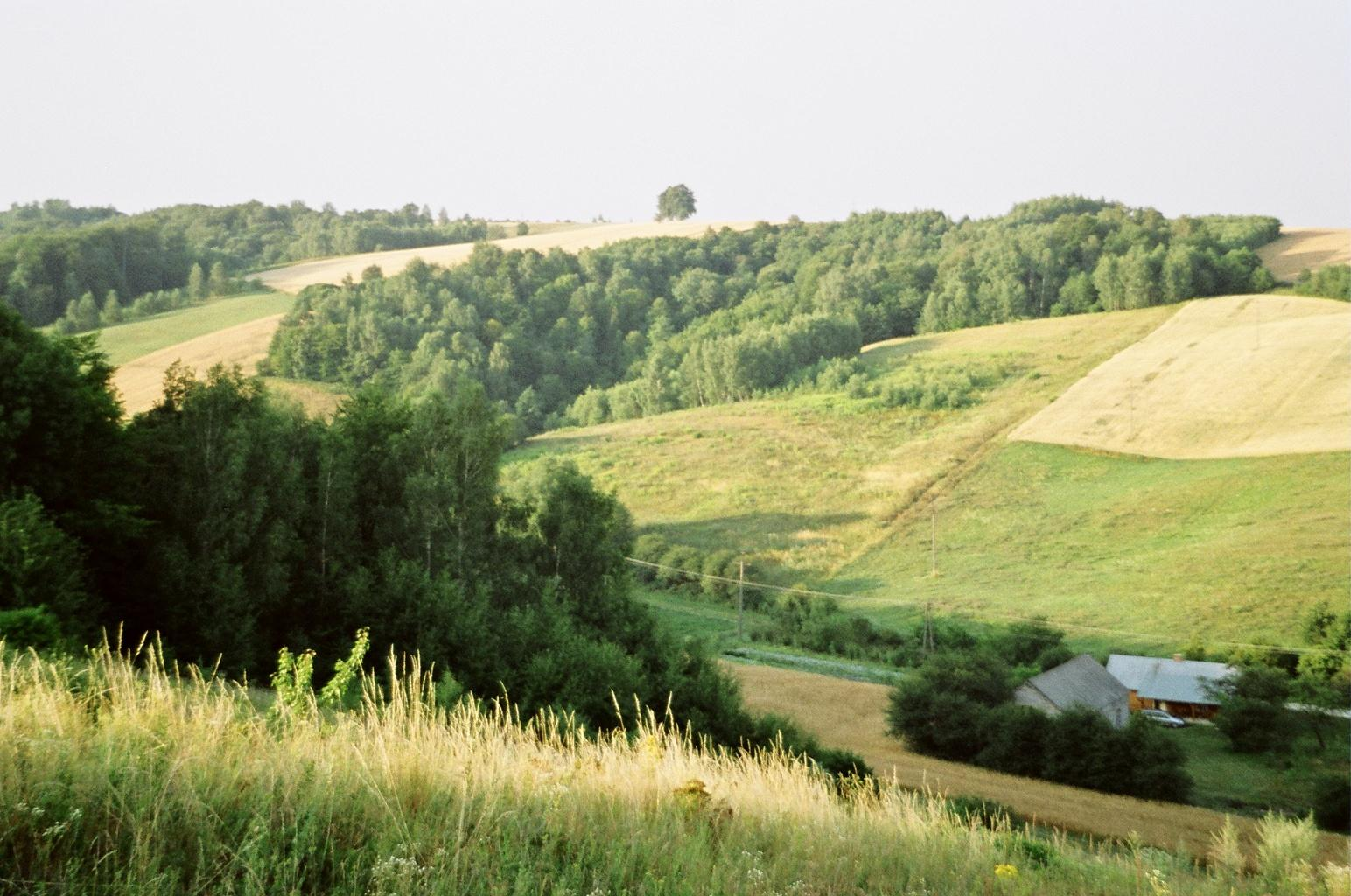
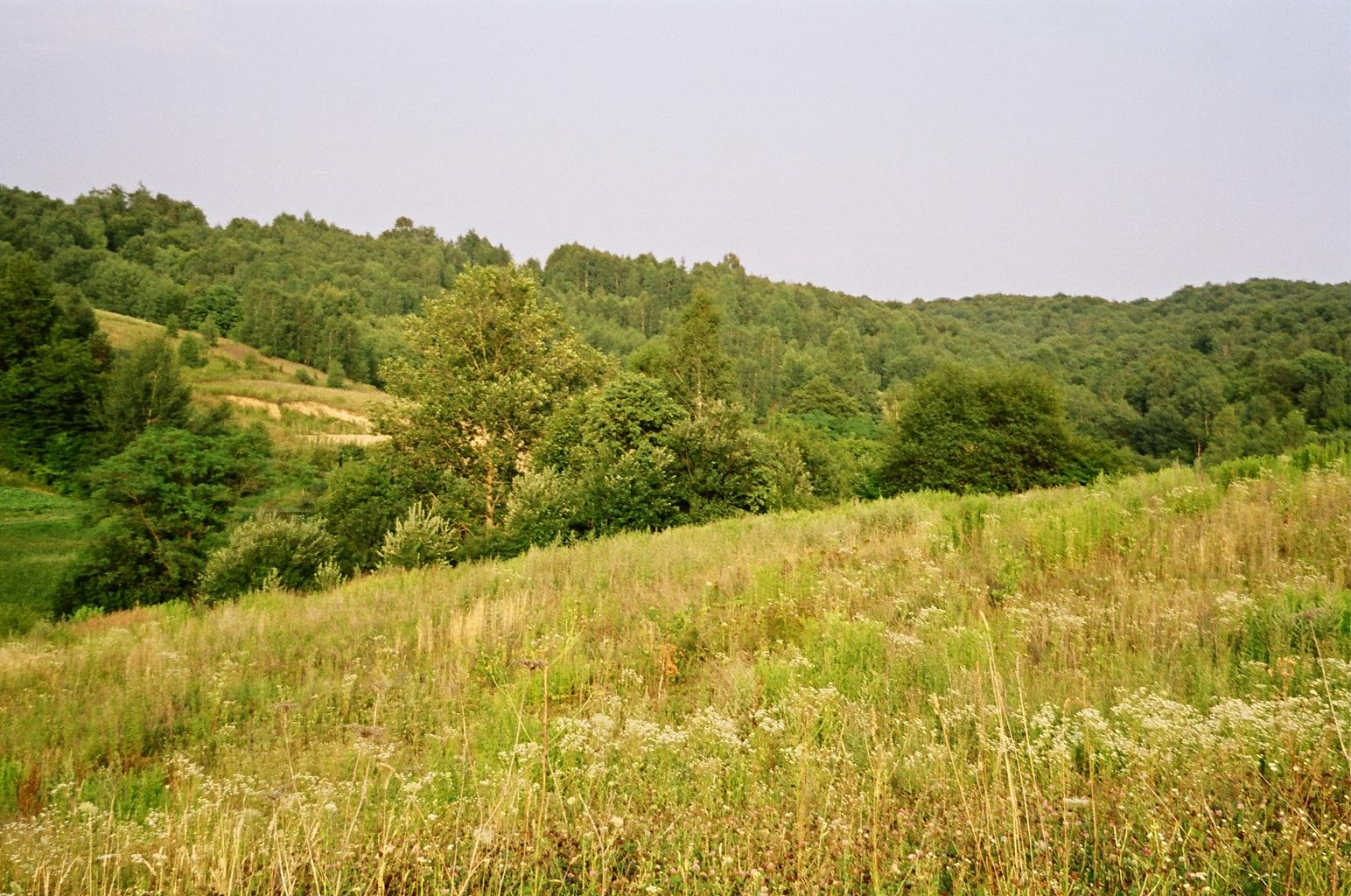